# Bradysia pallipes
Bradysia pallipes är en tvåvingeart som först beskrevs av Fabricius 1787.  Bradysia pallipes ingår i släktet Bradysia och familjen sorgmyggor.
Artens utbredningsområde är Tyskland. Arten är reproducerande i Sverige. Inga underarter finns listade i Catalogue of Life.